# Hemijski generator kiseonika
Hemijski generator kiseonika je uređaj koji oslobađa kiseonik putem hemijske reakcije. Izvor kiseonika je obično neorganski superoksid, hlorat ili perhlorat. Ozonidi su takođe obećavajuća grupa izvora kiseonika. Generatori se obično pale udarnom iglom, a hemijska reakcija je obično egzotermna, što generator čini potencijalnom opasnošću od požara. Kalijum superoksid je korišćen kao izvor kiseonika u ranim misijama posade sovjetskog svemirskog programa, u podmornicama za upotrebu u vanrednim situacijama, u vatrogasnoj opremi i za spasavanje iz rudnika.

## U komercijalnim avionima
Komercijalni avioni obezbeđuju kiseonik za hitne slučajeve putnicima kako bi ih zaštitili u slučaju gubitka pritiska u kabini. Hemijski generatori kiseonika se ne koriste za posadu u kokpitu, koja se obično snabdeva pomoću kanistera sa komprimovanim kiseonikom, poznatih i kao boce sa kiseonikom. U uskotrupnim avionima, za svaki red sedišta postoje maske za kiseonik iznad glave i generatori kiseonika. U nekim širokotrupnim avionima, kao što su DC-10 i IL-96, kanisteri i maske za kiseonik su montirani u gornjem delu naslona sedišta, pošto je plafon previsoko iznad putnika. Ako dođe do dekompresije, paneli se otvaraju automatskim presostatom ili ručnim prekidačem, i maske se oslobađaju. Kada su putnici povuku masku, time se uklanjaju pričvrsne igle i pokreće proizvodnja kiseonika.
Jezgro oksidatora je natrijum hlorat (NaClO3), koji je pomešan sa manje od 5 procenata barijum peroksida (BaO2)) i manje od 1 procenta kalijum perhlorata (KClO4). Eksplozivi u udarnoj kapici su eksplozivna smeša olovnog stifnata i tetrazena. Hemijska reakcija je egzotermna i spoljašnja temperatura kanistera će dostići 260 °C (500 °F). On će proizvoditi kiseonik 12 do 22 minuta. Generator sa dve maske je približno 63 mm (2,5 in) u prečniku i 223 mm (8,8 in) u dužini. Generator sa tri maske je približno 70 mm (2,8 in) u prečniku i 250 mm (9,8 in) u dužini.
Dana 11. maja 1996, slučajno aktiviranje nepropisno isporučenih generatora sa isteklim rokom trajanja, greškom označenih kao prazni, izazvalo je pad leta 592 ValuJet erlajnsa, pri čemu su poginuli svi u avionu. ATA DC-10, let 131, takođe je uništen dok je bio parkiran na aerodromu O'Hara, 10. avgusta 1986. Uzrok je bilo slučajno aktiviranje kanistera kiseonika koji se nalazio u zadnjem delu slomljenog sedišta DC-10, transportovanog u tovarnom delu na putu za stanicu za popravku. Nije bilo poginulih i povređenih, jer u avionu nije bilo putnika kada je izbio požar.

## Kiseonična sveća
Hloratna sveća ili kiseonična sveća je cilindrični hemijski generator kiseonika koji sadrži mešavinu natrijum hlorata i gvožđenog praha, koji kada se zapali na oko600 °C (1.112 °F), stvarajući natrijum hlorid, gvožđe oksid i deluje sa fiksnom stopom od oko 6,5 ljudskih-sati kiseonika po kilogramu smeše. Smeša ima neograničen rok trajanja ako se pravilno skladišti: sveće su čuvane 20 godina bez smanjenog izlaza kiseonika. Termičkom razgradnjom se oslobađa kiseonik. Zapaljeno gvožđe obezbeđuje toplotu. Sveća mora biti umotana u toplotnu izolaciju da bi se održala reakciona temperatura i zaštitila okolna oprema. Ključna reakcija je:
2 NaClO3  →  2 NaCl  +  3 O2
Kalijum i litijum hlorat, kao i natrijum, kalijum i litijum perhlorati se takođe mogu koristiti u kiseoničim svećama.
Eksplozija koju je izazvala jedna od ovih sveća ubila je dva mornara Kraljevske mornarice na HMS Tajreles (S88), podmornici na nuklearni pogon, ispod Arktika 21. marta 2007. Sveća je postala kontaminirana hidrauličnim uljem, zbog čega je smeša eksplodirala, umesto da izgori.{
U Vika generatoru kiseonika koji se koristi na nekim svemirskim brodovima, litijum perhlorat je izvor kiseonika. Na 400 °C oslobađa 60% svoje težine kao kiseonik:
LiClO4  →  LiCl  +  2 O2